# Andrej Očenáš
Andrej Očenáš (ur. 8 stycznia 1911 w Selcach, zm. 8 kwietnia 1995 w Bratysławie) – słowacki kompozytor.

## Życiorys
W latach 1932–1937 studiował w akademii muzyki i dramatu w Bratysławie u Alexandra Moyzesa (kompozycja) i Josefa Vincourka (dyrygentura). Następnie kontynuował studia w konserwatorium w Pradze u Vítězslava Nováka (dyplom 1939). Od 1939 do 1950 roku był pracownikiem rozgłośni radia w Bratysławie, którą następnie w latach 1956–1962 kierował. W latach 1943–1973 był wykładowcą konserwatorium w Bratysławie, od 1950 do 1954 roku był również jego dyrektorem. Otrzymał tytuł Artysty narodowego (1978).

## Twórczość
W swojej twórczości czerpał ze słowackiego folkloru muzycznego, w utworach scenicznych i wokalnych sięgał po ludowe baśnie i legendy. Po 1948 roku należał do przedstawicieli socrealizmu w muzyce. Później zwrócił się ku muzyce bardziej refleksyjnej, nie rezygnując jednak z monumentalnych form.

## Wybrane kompozycje
(na podstawie materiałów źródłowych)

### Utwory orkiestrowe
- Povesti o rodnom kraji (1941)
- tryptyk symfoniczny Vzkriesenie (1945, zrewid. 1953)
- Môjmu národu (1947)
- Koncert wiolonczelowy (1952)
- Ruralia slovaca na cymbały i orkiestrę kameralną (1957)
- Koncert fortepianowy (1959)
- Concertino na flet, smyczki i fortepian (1962)
- Sinfonietta (1966)
- uwertura Plemane mája (1973)
- Koncert skrzypcowy (1974)

### Utwory kameralne
- Obrazky duše na kwartet smyczkowy (1942)
- Trio fortepianowe (1967)
- Freski na skrzypce i fortepian (1967)
- Poéma o srdci na skrzypce solo (1967)
- Donquijotská suita na skrzypce i wiolonczelę (1970)
- Etudové kvarteto na kwartet smyczkowy (1970)
- Ozveny stástia na kwartet smyczkowy (1981)

### Utwory fortepianowe
- Nová jar (1954)
- suita Mladosť (1956)
- sonata Zvony (1972)
- sonata Svadobné tance (1977)

### Utwory organowe
- Ludové pastorálie zo Seliec (1949)
- Organové pastely (1961)
- Portréty (1968)

### Utwory na chór a cappella
- Marína (1957)
- O vlasti (1973)

### Utwory wokalno-instrumentalne
- tetralogia kantatowa Proroctvá (1949–1952)
- cykl 4 poematów symfonicznych Pamatniky slávy na tenora, chór i orkiestrę (1961)
- symfonia O zemi a človeku na chór i orkiestrę (1970)
- Miloval som ťa na głosy solowe, chór i orkiestrę (1973)
- Cesta k slnku na mezzosopran, chór i orkiestrę (1980)

### Utwory sceniczne
- pantomima Na zbojnickom tanci (1941)
- kantata sceniczna Janosiková smrť (1948)
- balet Vrchárská pieseň (1954–1956)
- symfonia choreograficzna Román o ruži na głosy solowe, chór i orkiestrę (1969–1971)